# Podolia (tỉnh của Ottoman)
Tỉnh Podolia (tiếng Ottoman Turkish: ایالتِ كامانىچه, đã Latinh hoá: Eyalet-i Kamaniçe) là một eyalet của Đế quốc Ottoman. Thủ phủ là Kamaniçe (tiếng Ottoman Turkish: كامانىچه, đã Latinh hoá: Kamaniçe), nay thuộc tỉnh Khmelnytskyi, Ukraina.

## Lịch sử

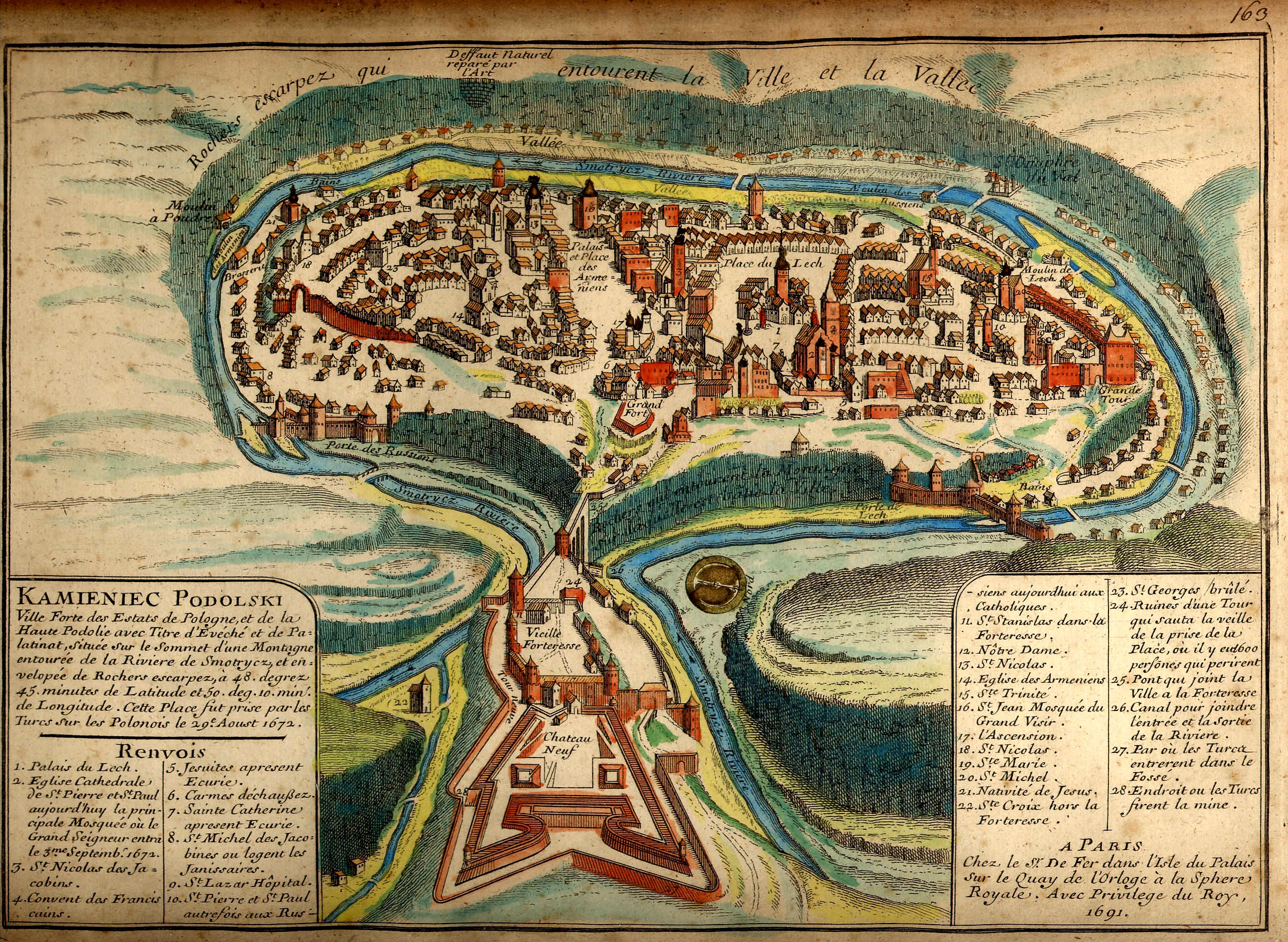
Doanh trại Ottoman trong thành phố Kamaniçe, thủ phủ tỉnh Podolia

Năm 1672, quân đội Ottoman dưới quyền Sultan Mehmed IV chiếm lĩnh Kamaniçe sau một cuộc bao vây ngắn ngủi. Hiệp ước Buchach xác nhận quyền kiểm soát của Ottoman đối với thành phố, và nơi này trở thành trung tâm của tỉnh mới. Hiệp ước bị Quốc hội Ba Lan bác bỏ, và chiến tranh lại nổ ra.
Chiến dịch của Ba Lan tỏ ra không thành công và Hiệp định Żurawno (1676) khiến Podolia vẫn nằm trong biên giới Ottoman. Một cuộc chiến tranh Ba Lan-Ottoman khác lại nổ ra vào năm 1683. Trong 16 năm tiếp theo, quyền cai trị của Ottoman ở Podolia nói chung chỉ giới hạn trong pháo đài Kamianets bị phong tỏa, do một đơn vị đồn trú gồm 6.000 binh sĩ trấn giữ. Các đơn vị đồn trú khác tại Podolia nằm tại Bar, Medzhybizh, Jazlivec và Chortkiv, mỗi đơn vị chỉ có hơn 100 binh sĩ.
Theo ngân sách cấp tỉnh của Ottoman năm 1681, 13 triệu akçe được chi hàng năm cho tỉnh, chủ yếu để trả lương cho binh sĩ. Trong số tiền này, chưa đến 3% được thu từ chính Podolia, phần còn lại được gửi từ ngân khố trung ương. Năm 1681, Thượng phụ Constantinople bổ nhiệm đô thành Chính thống giáo của Kamianets, tên là Pankratij.
Pháo đài được trả lại cho Ba Lan theo Hiệp ước Karlowitz (1699).

## Thống đốc

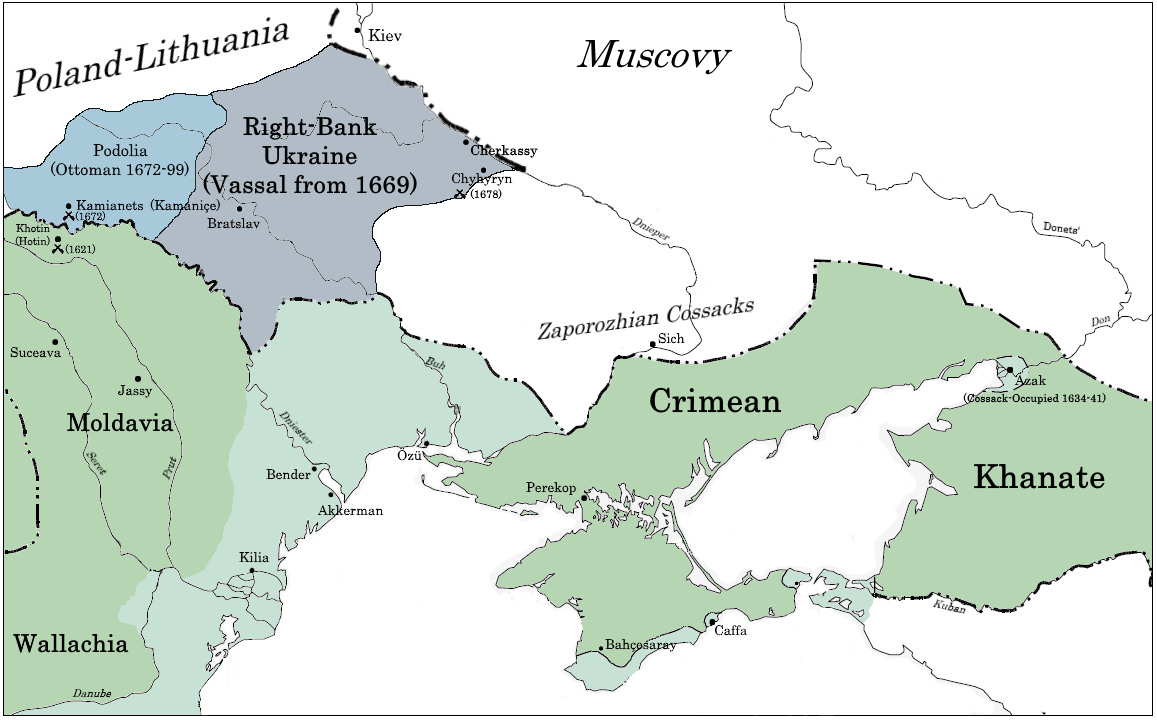
Lãnh thổ Ottoman phía bắc biển Đen vào thế kỷ 17

Trong 27 năm cai trị của Ottoman, Podolia được quản lý bởi chín tổng trấn (pashas) Ottoman:
- Küstendilli Halil (1672–76; 1677–80),
- Arnavut Ibrahim (1676–77)
- Defterdar Ahmed (1680–82)
- Arnavut Abdurrahman (1682–84)
- Tokatlı Mahmud (1684)
- Bozoklu Mustafa (1685–86)
- Sarı Boşnak Hüseyin (1686–88)
- Yegen Ahmed (1688–89)
- Kahraman Mustafa (1689–99)

## Hành chính
Tỉnh được chia thành bốn sanjak (huyện):
1. Sanjak Kamaniçe
2. Sanjak Bar
3. Sanjak Mejibuji
4. Sanjak Yazlofça